# Dmitri Lankin
Dmitri Sergueyévich Lankin –en ruso, Дмитрий Сергеевич Ланкин– (17 de abril de 1997) es un deportista ruso que compite en gimnasia artística.
Ganó una medalla de plata en el Campeonato Mundial de Gimnasia Artística de 2018 y cuatro medallas en el Campeonato Europeo de Gimnasia Artística entre los años 2017 y 2019. En los Juegos Europeos de Minsk 2019 obtuvo una medalla de plata en la prueba de salto de potro.

## Palmarés internacional
| Campeonato Mundial | Campeonato Mundial    | Campeonato Mundial | Campeonato Mundial   |
| Año                | Lugar                 | Medalla            | Prueba               |
| ------------------ | --------------------- | ------------------ | -------------------- |
| 2018               | Doha (Catar)          | Medalla de plata   | Concurso por equipos |
| Juegos Europeos    |                       |                    |                      |
| Año                | Lugar                 | Medalla            | Categoría            |
| 2019               | Minsk (Bielorrusia)   | Medalla de plata   | Salto de potro       |
| Campeonato Europeo |                       |                    |                      |
| Año                | Lugar                 | Medalla            | Prueba               |
| 2017               | Cluj-Napoca (Rumania) | Medalla de plata   | Suelo                |
| 2018               | Glasgow (Reino Unido) | Medalla de oro     | Concurso por equipos |
| 2018               | Glasgow (Reino Unido) | Medalla de bronce  | Salto de potro       |
| 2019               | Szczecin (Polonia)    | Medalla de bronce  | Suelo                |